# Gueorgui Tenadze
Gueorgui Tenadze –en georgiano, გიორგი თენაძე– (Poti, URSS, 24 de mayo de 1962) es un deportista soviético que compitió en judo.
Participó en los Juegos Olímpicos de Seúl 1988, obteniendo una medalla de bronce en la categoría de –71 kg. Ganó una medalla de bronce en el Campeonato Mundial de Judo de 1989, y una medalla de bronce en el Campeonato Europeo de Judo de 1989.

## Palmarés internacional
| Juegos Olímpicos   | Juegos Olímpicos      | Juegos Olímpicos  | Juegos Olímpicos |
| Año                | Lugar                 | Medalla           | Categoría        |
| ------------------ | --------------------- | ----------------- | ---------------- |
| 1988               | Seúl (Corea del Sur)  | Medalla de bronce | –71 kg           |
| Campeonato Mundial |                       |                   |                  |
| Año                | Lugar                 | Medalla           | Categoría        |
| 1989               | Belgrado (Yugoslavia) | Medalla de bronce | –71 kg           |
| Campeonato Europeo |                       |                   |                  |
| Año                | Lugar                 | Medalla           | Categoría        |
| 1989               | Helsinki (Finlandia)  | Medalla de bronce | –71 kg           |